# Ptychostomum marratii
Ptychostomum marratii là một loài Rêu trong họ Bryaceae. Loài này được (Wilson) J.R. Spence mô tả khoa học đầu tiên năm 2005.